# Stadion Naftowyk w Ochtyrce
Stadion "Naftowyk" (ukr. Стадіон «Нафтовик») – stadion piłkarski w Ochtyrce na Ukrainie.
Stadion w Ochtyrce został zbudowany w XX wieku. Po rekonstrukcji stadion dostosowano do wymóg standardów UEFA i FIFA, wymieniono część starych siedzeń na siedzenia z tworzywa sztucznego. Rekonstruowany stadion może pomieścić 5 256 widzów. Domowa arena klubu Naftowyk-Ukrnafta Ochtyrka.